# 戈米斯瓦尔德
戈米斯瓦尔德（德語：Gommiswald）是瑞士聖加侖州的一个市镇，位於該國東北部，面積33.59平方公里，截至2018年12月31日总人口为5,164人。2013年1月1日，市镇里登与埃内奇维尔并入戈米斯瓦尔德。

## 外部連結
- Official website （页面存档备份，存于） （德文）